# Баланове (Білогірський район)
Бала́нове (крим. Balanove) — село в Україні, у Білогірському районі Автономної Республіки Крим. Підпорядковане Зуйській селищній раді. Розташоване на заході району.
Відстань від райцентру до населеного пункта становить 22 кілометрів по прямій.